# Marathon van Turijn 1994
De marathon van Turijn 1994 werd gelopen op zondag 24 april 1994. Het was de achtste editie van deze marathon.
Bij de mannen was kwam de Keniaan Michael Kapkiai Kimutai zegevierend uit de strijd in 2:10.08. Hij had een voorsprong van veertien seconden op de Ethiopiër Tumo Turbo, die in 2:10.24 finishte. Bij de vrouwen was het podium volledig Italiaans. De wedstrijd werd gewonnen door Laura Fogli in 2:31.45, die met deze tijd het parcoursrecord ruimschoots verbeterde.

## Uitslagen

### Mannen
| rang   | naam                  | land | tijd    |
| ------ | --------------------- | ---- | ------- |
| Goud   | Michael Kapkiai       | KEN  | 2:10.08 |
| Zilver | Tumo Turbo            | ETH  | 2:10.24 |
| Brons  | Maurilio Castillo     | MEX  | 2:11.13 |
| 4      | Becho Tadesse         | ETH  | 2:11.21 |
| 5      | Chaouki Achour        | FRA  | 2:12.23 |
| 6      | Abdellah Sbaiti       | MAR  | 2:13.40 |
| 7      | Juan-Pablo Juarez     | ARG  | 2:13.50 |
| 8      | Antonio-Clair Wathier | BRA  | 2:14.10 |
| 9      | Mirko Vindis          | SLO  | 2:14.14 |
| 10     | Vladimir Epanov       | RUS  | 2:14.21 |
| 11     | Jose Maria Gonzales   | ESP  | 2:14.36 |
| 12     | Belayneh Densamo      | ETH  | 2:15.05 |
| 13     | Barnabas Katui        | KEN  | 2:15.16 |
| 14     | Ivano Marcon          | ITA  | 2:16.57 |
| 15     | Roman Kejzar          | SLO  | 2:17.10 |
| 16     | Dmitriy Grishin       | RUS  | 2:18.57 |
| 17     | Antonio Ciucio        | ITA  | 2:19.02 |
| 18     | Uwe Hartmann          | GER  | 2:19.22 |

### Vrouwen
| rang   | naam                   | land | tijd    |
| ------ | ---------------------- | ---- | ------- |
| Goud   | Laura Fogli            | ITA  | 2:31.45 |
| Zilver | Ornella Ferrara        | ITA  | 2:32.24 |
| Brons  | Antonella Bizioli      | ITA  | 2:36.55 |
| 4      | Valentina Ivanova      | RUS  | 2:40.22 |
| 5      | Eva Petrik             | HUN  | 2:40.55 |
| 6      | Dana Hajna             | CZE  | 2:42.53 |
| 7      | Tatyana Oussacheva     | RUS  | 2:44.40 |
| 8      | Ljoedmila Petrova      | RUS  | 2:46.23 |
| 10     | Maria-Grazia Navacchia | ITA  | 2:53.31 |

1974 ·
1975 ·
1976 ·
1977 ·
1978 ·
1979 ·
1980 ·
1981 ·
1982 ·
1983 ·
1984 ·
1985 ·
1986 ·
1987 ·
1988 ·
1989 ·
1990 ·
1991 ·
1992 ·
1993 ·
1994 ·
1995 ·
1996 ·
1997 ·
1998 ·
1999 ·
2000 ·
2001 ·
2002 ·
2003 ·
2004 ·
2005 ·
2006 ·
2007 ·
2008 ·
2009 ·
2010 ·
2011 ·
2012 ·
2013 ·
2014 ·
2015 ·
2016 ·
2017